# Sells (Arizona)
Sells es un lugar designado por el censo ubicado en el condado de Pima en el estado estadounidense de Arizona. En el Censo de 2010 tenía una población de 2495 habitantes y una densidad poblacional de 101,36 personas por km².

## Geografía
Sells se encuentra ubicado en las coordenadas 31°55′15″N 111°52′17″O / 31.92083, -111.87139. Según la Oficina del Censo de los Estados Unidos, Sells tiene una superficie total de 24.62 km², de la cual 24.59 km² corresponden a tierra firme y (0.12%) 0.03 km² es agua.

## Demografía
Según el censo de 2010, había 2.495 personas residiendo en Sells. La densidad de población era de 101,36 hab./km². De los 2.495 habitantes, Sells estaba compuesto por el 1.44% blancos, el 0.12% eran afroamericanos, el 95.79% eran amerindios, el 0.64% eran asiáticos, el 0% eran isleños del Pacífico, el 0.28% eran de otras razas y el 1.72% pertenecían a dos o más razas. Del total de la población el 5.49% eran hispanos o latinos de cualquier raza.